# يوجين ماكجي
يوجين ماكجي (بالإنجليزية: Eugene McGee)‏ هو مدير فني أمريكي، ولد في 26 يونيو 1882 في نيو لبنان في الولايات المتحدة، وتوفي في 6 أغسطس 1952 في شريفبورت في الولايات المتحدة.